# Challenger de Las Vegas
El Las Vegas Challenger es un torneo profesional de tenis. Pertenece al ATP Challenger Tour. Se llevó a cabo anualmente durante muchos años hasta el año 2000 y se reinició a partir de la temporada 2015. Se juega sobre pistas de dura, en Las Vegas, Estados Unidos.

## Palmarés

### Individuales
| Año  | Campeón            | Finalista         | Resultado            |
| ---- | ------------------ | ----------------- | -------------------- |
| 1997 | Christian Vinck    | Andre Agassi      | 6–2, 7–5             |
| 1998 | Cecil Mamiit       | Maurice Ruah      | 7–5, 6–3             |
| 2000 | Neville Godwin     | Cristiano Caratti | 6–3, 6–3             |
| 2015 | Thiemo de Bakker   | Grega Žemlja      | 3–6, 6–3, 6–1        |
| 2016 | Sam Groth          | Santiago Giraldo  | 6–7(4–7), 6–4, 7–5   |
| 2017 | Stefan Kozlov      | Liam Broady       | 3–6, 7–5, 6–4        |
| 2018 | Thanasi Kokkinakis | Blaž Rola         | 6–4, 6–4             |
| 2019 | Vasek Pospisil     | James Duckworth   | 7–5, 6–7(11–13), 6–3 |
| 2020 | No Celebrado       | No Celebrado      | No Celebrado         |
| 2021 | Jeffrey John Wolf  | Stefan Kozlov     | 6–4, 6–4             |
| 2022 | Tennys Sandgren    | Stefan Kozlov     | 7–5, 6–3             |
| 2023 | No Celebrado       | No Celebrado      | No Celebrado         |
| 2024 | Learner Tien       | Tristan Boyer     | 7–5, 1–6, 6–3        |

### Dobles
| Año  | Campeones                      | Finalistas                        | Resultado              |
| ---- | ------------------------------ | --------------------------------- | ---------------------- |
| 1997 | David DiLucia Michael Sell     | Paul Goldstein Jim Thomas         | 6–4, 6–4               |
| 1998 | Marcos Ondruska Byron Talbot   | David Di Lucia Michael Sell       | 7–6, 6–3               |
| 2000 | Jeff Coetzee Marcos Ondruska   | Mardy Fish Andy Roddick           | 6-7, 7–6, 6–1          |
| 2015 | Carsten Ball Dustin Brown      | Dean O'Brien Ruan Roelofse        | 3–6, 6–3, [10–6]       |
| 2016 | Brian Baker Matt Reid          | Bjorn Fratangelo Denis Kudla      | 6–1, 7–5               |
| 2017 | Brydan Klein Joe Salisbury     | Hans Hach Verdugo Dennis Novikov  | 6–3, 4–6, [10–3]       |
| 2018 | Marcelo Arévalo Roberto Maytín | Robert Galloway Nathan Pasha      | 6–3, 6–3               |
| 2019 | Ruben Gonzales Ruan Roelofse   | Nathan Pasha Max Schnur           | 2–6, 6–3, [10–8]       |
| 2020 | No Celebrado                   | No Celebrado                      | No Celebrado           |
| 2021 | William Blumberg Max Schnur    | Jason Jung Evan King              | 7–5, 6–7(5–7), [10–5]  |
| 2022 | Julian Cash Henry Patten       | Constantin Frantzen Reese Stalder | 6–4, 7–6(7–1)          |
| 2023 | No Celebrado                   | No Celebrado                      | No Celebrado           |
| 2024 | Trey Hilderbrand Alex Lawson   | Tristan Boyer Tennyson Whiting    | 6–7(9–11), 7–5, [10–8] |